# Luiz Carlos Busato
Luiz Carlos Ghiorzzi Busato (Caçador, 6 de novembro de 1948) é um arquiteto e político brasileiro filiado ao União Brasil. É deputado federal pelo Rio Grande do Sul pela quarta vez.

## Trajetória política
Em 2011, licenciou-se do mandato de deputado federal, na Legislatura 2011-2015, para assumir a Secretaria de Obras Públicas, Irrigação e Desenvolvimento Urbano do Estado do Rio Grande do Sul. Nas eleições de 2014, realizadas em 5 de outubro, foi eleito deputado federal pelo Rio Grande do Sul para a 55ª legislatura (2015 — 2019). Em 1 de fevereiro de 2015 assumiu o cargo.
Foi reeleito deputado federal em 2014, para a 55.ª legislatura (2015-2019). Votou a favor do Processo de impeachment de Dilma Rousseff. Já durante o Governo Michel Temer, votou a favor da PEC do Teto dos Gastos Públicos.
Nas eleições municipais de 2020, foi candidato à reeleição. No entanto, conseguiu apenas 46,94% e foi derrotado no segundo turno na disputa contra Jairo Jorge (PSD).
Em 2021, foi nomeado secretário de Articulação e Apoio a Municípios na Gestão Eduardo Leite no governo do Rio Grande do Sul.